# Johan Hilbing

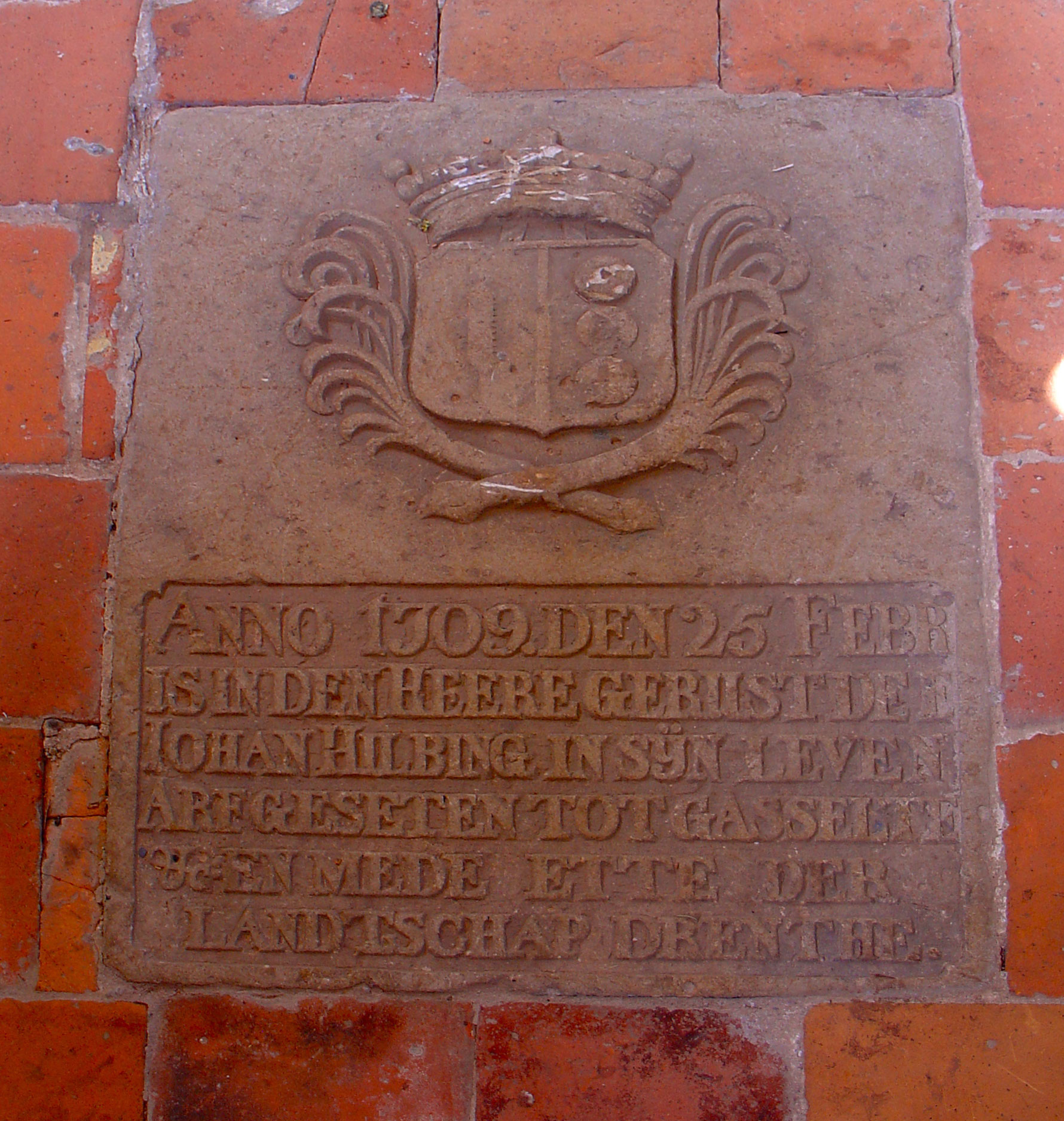
Grafzerk Johan Hilbing in de kerk van Gasselte

Johan Hilbing (gedoopt Gasselte, 11 november 1655 - aldaar, 25 februari 1709) was landdagcomparant en ette  voor het dingspel Oostermoer in Drenthe.

## Leven en werk
Hilbing, zoon van Harmen Hilbing en Jantien Hamming, was schrijver en markegenoot van Drouwen en erfgezetene van Gasselte. Op 16-jarige leeftijd legde hij voor zijn vader de eed af op de jacht  tegen het verkoopen of vermangelen van wild. Hij trouwde op 1 november 1674 met Frederika Buininge. Op 6 februari 1676 werd hij, op 20-jarige leeftijd, beëdigd als landdagcomparant van Drenthe. Hij vertegenwoordigde daarmee het dingspel Oostermoer in het gewestelijk bestuur van Drenthe. Van 1694 tot zijn overlijden in 1709 maakte hij deel uit van het hoogste rechtscollege van Drenthe, de Etstoel. Hilbing was een lid van een vooraanstaand Drents geslacht van landbezitters. Zijn oudst bekende voorvader Ludeken Hilbing werd al in 1434 genoemd als verkrijger van een leengoed van de bisschop van Utrecht, het Evekingegoed in Drouwen. Diverse van zijn voorvaders waren evenals hijzelf ette voor het dingspel Oostermoer.
Hilbing, die ook kerkvoogd was van de kerk van Gasselte, werd in deze kerk begraven. Zijn grafzerk is een van de twee zerken, die bewaard zijn gebleven in de kerk. De andere zerk is van de schulte Jan Alingh (1702-1784).
In Gasselte is de Johan Hilbinglaan naar hem genoemd.